# Calamity Jane (Comic)

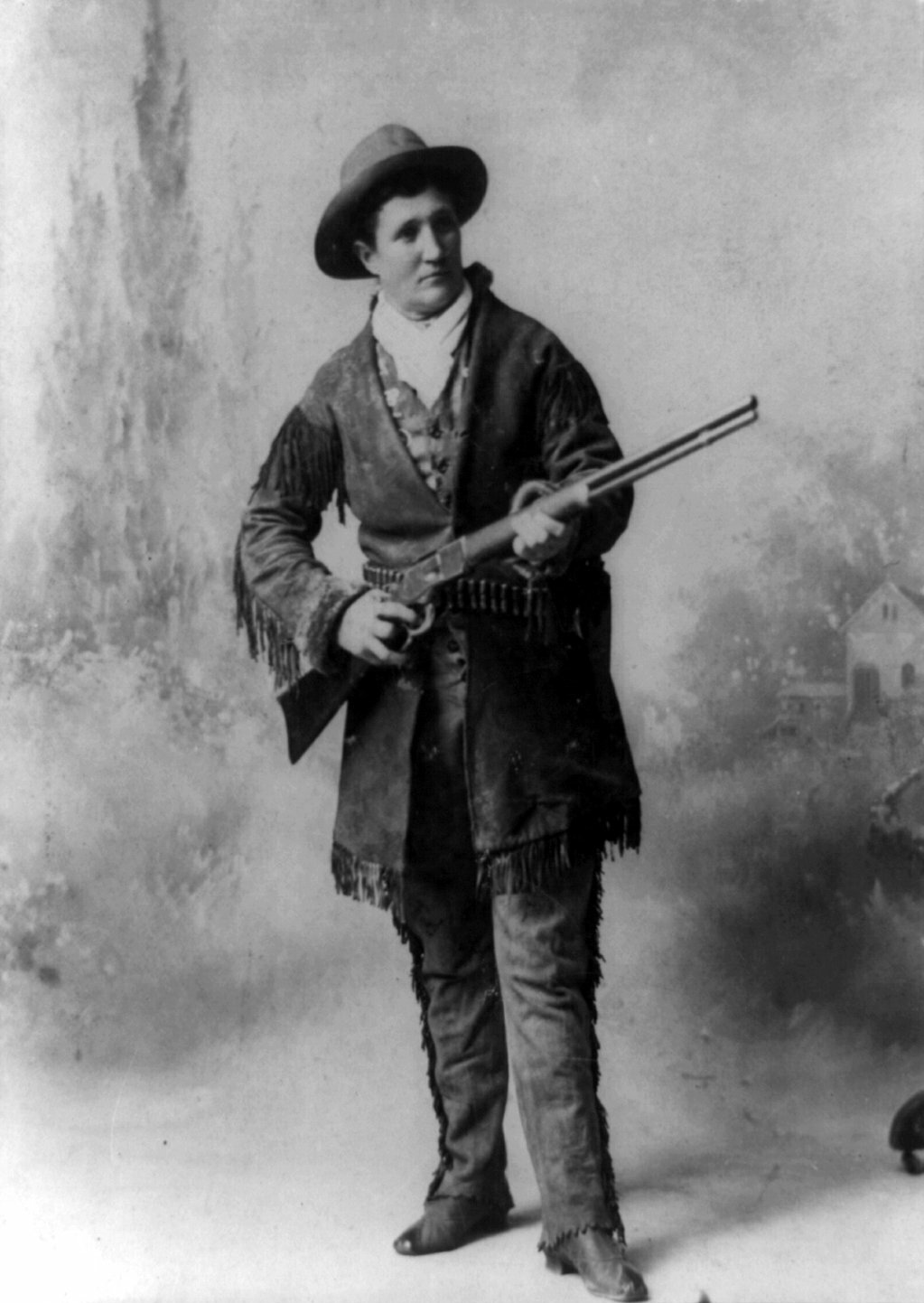
Die echte Martha Jane Cannary Burke, genannt Calamity Jane

Calamity Jane ist ein Comic-Band aus der Lucky-Luke-Reihe, der von Morris gezeichnet und von René Goscinny getextet wurde. 
Nach der Zählung des Ehapa-Verlages (beziehungsweise zu Beginn: des Delta-Verlages aus Ehapa und Dargaud) ist dieser Band der 22. der Reihe. Zuvor wurde der Comic schon bei Kauka und Yps als Fortsetzungsgeschichte oder auch in Zack beim Koralle-Verlag veröffentlicht, jedoch erhielt der Comic damals teilweise andere Namen.
Ursprünglich wurde der Comic zunächst 1965 im belgisch-französischen Comic-Magazin Spirou und 1967 als 30. Band von Dupuis in Belgien veröffentlicht.
Für die Lucky-Luke-Zeichentrickserie wurde dieser Band verfilmt.

## Inhalt
Lucky Luke wird beim Baden von Apachen überrascht, jedoch werden diese von Calamity Jane vertrieben. Lucky Luke möchte sie höflich behandeln, was Calamity Jane jedoch nicht will (so siezt Luke sie stets, sie duzt ihn jedoch). Daraufhin erzählt sie ihm ihre Lebensgeschichte und Luke ihr, dass er den Waffenverkauf an die Apachen in der Stadt El Plomo untersuchen soll, weshalb die beiden dorthin reiten. Im Saloon ist Calamity Jane als Frau nicht sonderlich erwünscht, weshalb der Saloonbesitzer August Oyster zunächst kein Zimmer vermieten will; jedoch lässt er sich durch ihr Gewehr überzeugen. Luke zieht hingegen in eine Zelle des Sheriffs. Nach einer Weile ist Calamity Jane bei den Saloonbesuchern nicht mehr unbeliebt, allerdings will der Saloonbesitzer, dass sie und Luke aus der Stadt verschwinden. Sie bietet ihm den Kauf des Saloons an. Oyster lehnt ab, daher schlägt Calamity Jane Armdrücken vor; gewinnt sie, bekommt sie den Saloon, ansonsten muss sie die Stadt verlassen. Oyster bestimmt Baby Sam als seinen, deutlich stärker aussehenden, Stellvertreter, der jedoch verliert. Calamity Jane wird somit die neue Saloonbesitzerin und richtet einen kleinen Tisch als "Teestube für Damen" ein. Oyster steckt in Schwierigkeiten, denn er ist in den Waffenhandel involviert und erwartet eine Whisky- und Waffenlieferung. Calamity Jane backt für ihre Teestube Kekse, die jedoch anscheinend ungenießbar sind. Baby Sam nutzt diese Gelegenheit und nimmt mit einer Gruppe anderer Bewaffneter den Saloon unter Beschuss, Luke und Calamity Jane vertreiben diese aber wieder.
Oysters indianische Vertragspartner machen ihm Druck, da eine Waffenlieferung überfällig ist. Daher versucht Baby Sam, den Saloon anzuzünden, was Lucky Luke verhindern kann. Allerdings gerät der Saloon durch das Backen von Calamitys Keksen trotzdem in Brand, der Schaden ist jedoch gering. Lucky Luke kommt auf den Gedanken, dass Oyster neben Whisky auch Waffen geliefert bekam und untersucht den Saloon, findet zunächst aber nur die Getränke und ein Stück Erde von einem Wäldchen am Fluss. Oyster macht unterdessen Stimmung gegen Calamity Jane bei der "Liga für Tugend und Sitte in El Plomo", Calamity Jane darf nur bleiben, wenn sie die Aufnahmeprüfung der Liga besteht. Luke besorgt ihr den Benimmlehrer Robert Gainsborough. Luke kehrt zum Wäldchen am Fluss zurück und findet dort einen Angler vor, der ihm von einem alten Bergwerk berichtet. Von dort aus findet Lucky Luke sowohl die Waffen als auch einen Zugang zum Saloon. Die Apachen wollen nun schon in der nächsten Nacht die Waffen von Oyster erhalten, ansonsten drohen sie mit einem Überfall auf die Stadt, daher wollen sie die Waffen aus dem Keller des Saloons holen, wo sie Lucky Luke jedoch gefangen nimmt. Calamity Jane will dennoch in die Liga aufgenommen werden. Als die Apachen angreifen, können Lucky Luke und Calamity Jane sie vertreiben, nach dem Überfall wird sie tatsächlich in die Liga aufgenommen. Dennoch verlassen sie und Lucky Luke die Stadt wieder.

## Verfilmung
Für die erste Staffel der Lucky-Luke-Zeichentrickserie wurde das Album 1983 verfilmt.
Da diese Serie hauptsächlich an Kinder gerichtet war, übernahm man für die Verfilmung nur das grobe Handlungsgerüst und verzichtete auf den Dialogwitz. Zudem verzichtete man auf die Gewalttätigkeiten des Comics, auf das Spucken und Fluchen von Calamity, was im Comic eine Art Running Gag ist, auf Zigaretten bzw. Kautabak und auf jeglichen Alkoholgenuss.
Ein wichtiger Unterschied ist auch, dass die Waffen hier nicht an Indianer, sondern an Banditen geliefert werden. Auch taucht in der Verfilmung der Gefängnishund Rantanplan auf, der im Comic keinen Auftritt hat und in der Regel nur in Verbindung mit den Daltons erscheint.